# 卡拉奥拉德沃埃多
卡拉奥拉德沃埃多，是西班牙卡斯蒂利亚-莱昂帕伦西亚省的一个市镇。 总面积18平方公里，总人口126人（2001年），人口密度7人/平方公里。